# Kotavaara
Kotavaara är en kulle i Finland. Den ligger i Sodankylä i landskapet Lappland, i den norra delen av landet, 800 km norr om huvudstaden Helsingfors. Toppen på Kotavaara är 298 meter över havet.
Terrängen runt Kotavaara är huvudsakligen platt. Trakten runt Kotavaara är nära nog obefolkad, med mindre än två invånare per kvadratkilometer.